# Casa Cambó
La Casa Cambó és un edifici situat a la Via Laietana, 30 de Barcelona, catalogat com a bé cultural d'interès local. Es tracta d'una obra clarament deutora dels plantejaments de l'Escola de Chicago, allunyant-se dels models més mediterranistes o historicistes que predominen en la major part de l'arquitectura de l'època.

## Història
Durant un viatge a Chicago, l'empresari, polític i mecenes Francesc Cambó i Batlle va quedar impressionat per la nova arquitectura que hi emergia després del gran incendi de 1871 que havia devastat la ciutat, i especialment pels roof gardens o jardins al terrat. Així que de tornada a Barcelona, va voler reproduir aquestes característiques en el seu nou edifici de la Via Laietana, amb la seva pròpia residència a la planta superior. El projecte fou encarregat a l'arquitecte Adolf Florensa i Ferrer i el disseny del jardí elevat a Nicolau Rubió i Tudurí. La construcció es feu en dues etapes: el cos anterior, projectat el 1923, s'acabà el 1925, mentre que el cos posterior i l'àtic de l'anterior foren edificats entre 1930 i 1931.
Durant la Guerra Civil espanyola, l'edifici fou confiscat per la CNT-FAI, que la va convertir en la seva seu central. Després de la contesa, el jardí fou refet pel paisatgista Joan Mirambell i Ferran.
L'any 2005, l'edifici va ser reconvertit en el Grand Hotel Central, promogut per la mateixa família Cambó, i a la planta superior hi té la seu l'Institut Cambó.

## Descripció
Aquest edifici disposa de tres façanes a la Via Laietana (des d'on es produeix l'accés principal), i els carrers del Pare Gallifa i dels Mercaders.
El cos anterior comprèn un basament format per planta baixa i entresòl i es desenvolupa amb sis pisos i àtic. El cos posterior comprèn un basament format per planta baixa i un entresòl dividit en dos nivells d'obertures i es desenvolupa amb quatre pisos més. Ambdós cossos compten amb amplis terrats-jardí transitables.
Les tres façanes de l'edifici estructuren les seves obertures en eixos verticals i horitzontals de ritme regular i presenten un acabat homogeni consistent en un basament de pedra que abraça la planta baixa i l'entresòl i un acabat revestit en la resta de plantes. El basament, íntegrament aplacat de pedra de Montjuïc, presenta una planta baixa quasi transparent a base de grans portals allindanats flanquejats per pilastres. L'entresòl, en canvi, es desenvolupa com una galeria de finestres rectangulars alineades. Ambdós nivells es veuen inclosos dins del basament de l'edifici per mitjà d'una columnata monumental a base de pilars i entaulament d'ordre dòric acanalat, amb llur entaulament a base de tríglifs i mètopes. El portal principal d'accés es desenvolupa com un arc de triomf: dues portes allindanades flanquejant un ampli arc de mig punt la llum interior del qual acull un frontó triangular sostingut per dues columnes jòniques acanalades. Aquest portal conserva els seus tancaments originals, consistents en portes de gelosia d'inspiració romana en bronze, ornades amb caps de lleó amb corones de llorer.
Aquest portal dona accés al vestíbul, un espai de planta rectangular format per dues crugies cobertes amb un sostre cassetonat que reposa el seu pes damunt de pilastres dòriques de fust estriat.
Les obertures dels pisos superiors es desenvolupen de manera ordenada, ritmades en diversos trams verticals d'amplada variable. Es tracta de finestres horitzontals tipus Chicago, algunes d'elles tripartides o bipartides per mitjà de mainells en forma de columna toscana. La verticalitat de l'edifici es veu potenciada per les quatre pilastres toscanes encoixinades que recorren tota l'alçada de l'edifici i que recullen el pes visual de l'àtic. Efectivament, la llosana del monumental balcó corregut del pis principal-àtic, decorat amb relleus i sostingut per mènsules, actua com entaulament de l'edifici. L'àtic o pis principal es desenvolupa com una àmplia galeria d'arcs de mig punt amb perfils motllurats i flanquejats per dobles pilastres jòniques. Seguint l'eix vertical centrat damunt la porta principal d'accés, aquest àtic presenta una tribuna coronada per un frontó triangular i que s'obre al carrer per mitjà d'una serliana toscana. Damunt d'aquest àtic corre la balustrada que tanca el terrat-jardí.
Les façanes visibles des de la Via Laietana es concebiren com un teló ostentós que amagar el teixit urbà antic, tal com denota l'aspecte negligit amb que Florensa dissenyà la façana posterior del carrer dels Mercaders. El cos posterior presenta les mateixes solucions d'acabat i de projecció exterior de les obertures, per bé que es manifesta com un edifici de menors proporcions.